# Armando Pellegrini
Armando Pellegrini (* 3. Juni 1933 in Bedulita; † 25. August 2023 in Ponteranica) war ein italienischer Radrennfahrer.
Armando Pellegrini war von 1957 bis 1969 Berufssportler. Er war der typische Wasserträger, dem nur kleinere Erfolge gelangen. Die Rennserie Trofeo dell’U.V.I. gewann er 1957. Zweimal gelang ihm ein Etappenerfolg beim Giro d’Italia, 1959 sowie 1962. Im Jahre 1959 gewann er zudem zwei Etappen von Paris–Nizza. 1964 (hinter dem Schrittmacher Georges Grolimund) und 1968 wurde er italienischer Meister im Steherrennen. 1957 siegte er im Giro delle Alpi Apuane.